# Gilberto de Almeida Rêgo
Gilberto de Almeida Rêgo, né le 21 février 1881 à Belém et mort le 21 octobre 1961 dans la même ville, était un arbitre brésilien de football.

## Carrière
Il a officié dans une compétition majeure : 
- Coupe du monde de football de 1930 (3 matchs)

Il arbitre le match Argentine-France. Alors que l'Argentine mène 1-0 et que les Français essaient d'égaliser, Rêgo siffle la fin de la partie six minutes avant la fin officielle, ce qui provoque la colère des joueurs français et des spectateurs. Après que les deux équipes ont quitté le terrain, le terrain est envahi par des spectateurs indignés. L'un des arbitres de touche finit par convaincre l'arbitre de son erreur, et celui-ci rappelle les joueurs, alors que ceux-ci sont dans le vestiaire, certains étant même déjà sous la douche. Le score ne change pas, mais les Français sortent sous l'ovation des spectateurs uruguayens.